# Wydział Ekonomiczny Uniwersytetu Opolskiego
Wydział Ekonomiczny Uniwersytetu Opolskiego (WE UO) – jeden z 9 wydziałów Uniwersytetu Opolskiego w Opolu powstały w 1992 roku w wyniku przekształcenia dotychczasowego Instytutu Nauk Ekonomicznych Wyższej Szkoły Pedagogicznej w Opolu i podniesienia go do rangi samodzielnego wydziału. Kształci studentów na czterech podstawowych kierunkach zaliczanych do nauk ekonomicznych, na studiach stacjonarnych oraz niestacjonarnych.
W ramach Wydziału Ekonomicznego znajdują się 4 katedry oraz 4 zakładów. Aktualnie zatrudnionych jest 54 pracowników naukowo-dydaktycznych (z czego 5 na stanowisku profesora zwyczajnego, 7 na stanowisku profesora nadzwyczajnego ze stopniem doktora habilitowanego, 1 na stanowisku adiunkta ze stopniem doktora habilitowanego, 34 na stanowisku adiunkta ze stopniem doktora, na stanowisku 6 asystenta ze stopniem magistra).
Liczną grupę nauczycieli akademickich stanowią adiunkci. Poza tym wydział współpracuje również z emerytowanymi profesorami, których autorytet wspiera zarówno proces dydaktyczny, jak i przede wszystkim wymianę międzynarodową. Pracownicy naukowi instytutu zajmowali też często najważniejsze stanowiska w hierarchii uniwersyteckiej, w tym prorektorów: Janusz Słodczyk (2002-2005, 2012-2019), Stanisława Sokołowska (2008-2012) i Rafał Matwiejczuk (od 2019).
Według stanu na 2015 rok na wydziale studiuje łącznie 1103 studentów (w tym 910 na studiach dziennych, 193 na studiach zaocznych oraz kilkunastu doktorantów, odbywających studia doktoranckie w ramach Wydziałowego Studium Doktoranckiego).
Wydział dysponuje też samodzielną biblioteką wydziałową z ok. 71 tys. jednostek inwentarzowych, w tym m.in. 32 tys. woluminów czasopism i 92 tys. woluminów druków zwartych. Zbiór czasopism liczy 7 tys. tytułów. Siedzibą wydziału jest Collegium Oeconomicum, budynek położony przy ulicy Ozimskiej 46 a, należący dawniej do Komitetu Wojewódzkiego Polskiej Zjednoczonej Partii Robotniczej (PZPR).

## Historia
Wydział powstał w 1992 roku z przekształcenia Instytutu Nauk Ekonomicznych ówczesnej Wyższej Szkole Pedagogicznej w Opolu w samodzielny wydział. W ten sposób opolska uczelnia pedagogiczna zyskała trzecią jednostkę organizacyjną o statusie samodzielnego wydziału. Początki wydziału sięgają jednak znacznie dalej, bo 1975 roku, kiedy to powołano Instytut Nauk Ekonomicznych. Twórcą i pierwszym dyrektorem INE WSP był prof. dr hab. Janusz Kroszel. Instytut ten funkcjonował początkowo w ramach Wydziału Filologiczno-Historycznego. Ważnym wydarzeniem było uzyskanie w 1993 roku przez Wydział Ekonomiczny prawa do nadawania stopnia naukowego doktora w dziedzinie ekonomii.

## Władze Wydziału
W kadencji 2020–2024:
| Stanowisko        | Imię i nazwisko        |
| ----------------- | ---------------------- |
| Dziekan           | dr Bartosz Chorkowy    |
| Zastępca Dziekana | dr Agnieszka Bobrowska |

## Poczet dziekanów

### Dyrektorzy Instytutu Nauk Ekonomicznych WSP
- prof. dr hab. Janusz Kroszel – ekonomista (finanse, polityka ekonomiczna i społeczna) (1975–1978)
- prof. dr hab. Piotr Blaik – ekonomista (ekonomika obrotu towarowego, logistyka, marketing) (1978–1981)
- dr Zbigniew Kołaczkowski – ekonomista (ekonomia polityczna) (1982–1987)
- prof dr hab. Zbigniew Mikołajewicz – ekonomista (ekonomika i organizacja przemysłu) (1987–1992)

### Dziekani Wydziału Ekonomicznego UO
- prof. dr hab. Janusz Słodczyk – architekt i urbanista (geografia ekonomiczna) (1992–1999)
- dr hab. Urszula Łangowska-Szczęśniak – ekonomistka (badanie rynku, ekonomika konsumpcji) (1999–2005)
- prof. dr hab. Janusz Słodczyk – architekt i urbanista (geografia ekonomiczna) (2005–2012)
- prof. dr hab. Stanisława Sokołowska – ekonomistka (ekonomika rolnictwa, organizacja i zarządzanie) (2012–2019)
- dr Bartosz Chorkowy – ekonomista (ekonomika, zarządzanie) (od 2019)

## Kierunki kształcenia
Wydział Ekonomiczny prowadzi następujące kierunki i specjalności studiów:
- Studia licencjackie (pierwszego stopnia)[2]:
  - ekonomia, o specjalnościach
    - techniki informatyczne i ekonometryczne w ekonomii
    - ekonomika i zarządzanie przedsiębiorstwem
    - gospodarka finansowa i rachunkowość w przedsiębiorstwie
    - gospodarka miejska i regionalna

  - zarządzanie:
    - zarządzanie w turystyce
    - zarządzanie marketingowe
    - zarządzanie kapitałem społecznym

  - gospodarka przestrzenna (studia inżynierskie; 3,5-letnie)
  - logistyka

- magisterskie uzupełniające (drugiego stopnia)[9]:
  - ekonomia:
    - analityka gospodarcza
    - systemy i procesy logistyczne
    - ekonomia menedżerska
    - polityka społeczna
    - zarządzanie gospodarką miejską i regionalną
    - zarządzanie finansami i rachunkowość zarządcza

  - zarządzanie
    - zarządzanie w sektorze rolnym
    - zarządzanie w sektorze publicznym

Ponadto Wydział oferuje następujące studia podyplomowe:
- rachunkowość sektora finansów publicznych
- realizacja projektów unijnych w nowej perspektywie finansowej 2014-2020
- wycena nieruchomości
- pośrednik i zarządca nieruchomości
- kompetencje biznesowe w zarządzaniu przedsiębiorstwem
- rachunkowość i polityka podatkowa w przedsiębiorstwach
- zarządzanie zasobami ludzkimi

Studia doktoranckie (trzeciego stopnia) w następujących dziedzinach:
- ekonomia

Wydział ma uprawnienia do nadawania następujących stopni naukowych:
- doktora nauk ekonomicznych w zakresie ekonomii

## Struktura organizacyjna

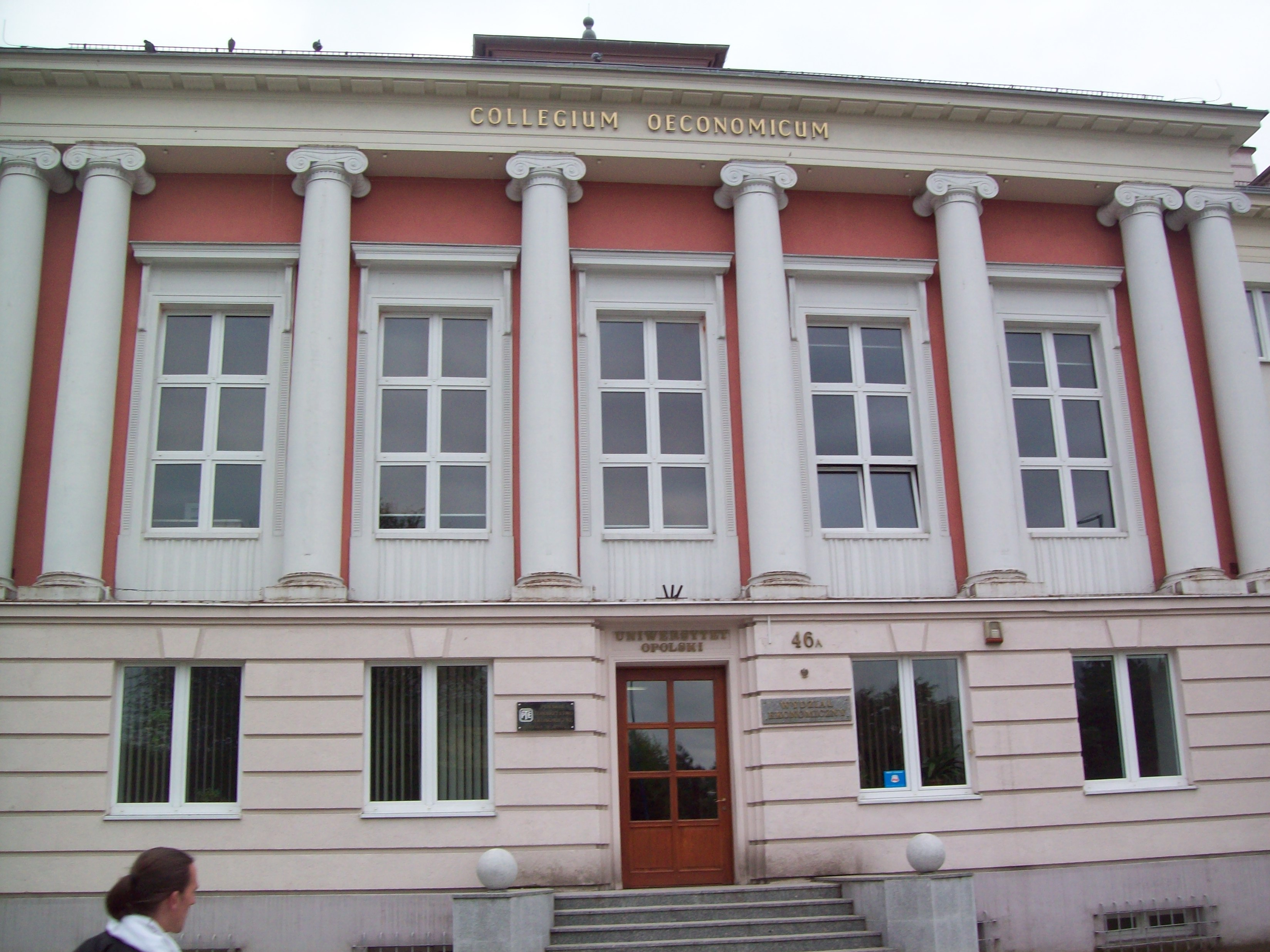
Główne wejście do wydziału

### Instytut Ekonomii i Finansów
Dyrektor: dr hab. Marta Maciejasz
- Katedra Teorii Ekonomii
- Katedra Finansów i Rachunkowości
- Katedra Rynku Pracy i Polityki Społeczno-Ekonomicznej

### Instytut Geografii Społeczno-Ekonomicznej i Gospodarki Przestrzennej
Dyrektor: prof. dr hab. Janusz Słodczyk
- Katedra Geografii Ekonomicznej i Planowania Przestrzennego
- Katedra Geografii i Kształtowania Krajobrazu

## Wydawnictwa wydawane przez WE UO
- Zeszyty Naukowe UO, Seria Ekonomia – ukazuje się od 1975 r.
- Economical and Environmental Studies – publikowana od 2000 r. w języku angielskim.

## Współpraca z innymi uczelniami
Wydział Ekonomiczny utrzymuje kontakty naukowo-dydaktyczne z wieloma ośrodkami akademickimi w kraju takimi jak: Uniwersytet Ekonomiczny we Wrocławiu, Uniwersytet Ekonomiczny w Katowicach i Politechnika Opolska (Wydział Ekonomii i Zarządzania) oraz zagranicą, szczególnie z Uniwersytetem w Poczdamie i Uniwersytetem w Trewirze.
Wydział Ekonomiczny prowadzi wymianę studentów między uczelniami krajowymi i zagranicznymi. Taką wymianę umożliwia Program Europejskiego Transferu Punktów (ECTS). Studenci, którzy chcą poznać i poszerzyć swoją wiedzę na innych uczelniach krajowych mogą skorzystać z programu MOST oraz podjąć studia za granicą w ramach programu Sokrates i DAAD.

## Działalność studencka
Studenci działają w kołach naukowych: Kole Naukowym Ekonomistów oraz Studenckim Kole Zrównoważonego Rozwoju, dzięki czemu rozwijają swoje talenty oraz pasje badawcze. Od lat aktywnie uczestniczą w wielu konferencjach naukowych, przygotowują publikacje pod okiem opiekunów kół. Organizują spotkania i konferencje na wydziale, warsztaty dla studentów z udziałem renomowanych firm konsultingowych.